# 2005年吉林化工厂爆炸
2005年吉林化工厂爆炸是2005年11月13日下午2时至3时左右在中国吉林省吉林市中石油所属的吉林石化公司101双苯厂一个化工车间发生的连续爆炸，有5人死亡，另有1人失踪、2人重伤、21人轻伤，数万居民紧急疏散。爆炸导致松花江江面上产生一条长达80公里的污染带，主要由苯和硝基苯组成。污染带通过哈尔滨市，使该市经历长达五天的停水，是一起工业灾难。其中松花江受重大水污染的部分又称2005年松花江水污染事件或2005年松花江特别重大水污染事件。

## 爆炸
目击者称，整个松花江江北的化工区浓烟滚滚，附近一二百米居民楼的玻璃都被震碎。当地一家医院接受了数十名伤员。爆炸现场的明火于11月14日凌晨扑灭。救援人员在爆炸现场找到4名遇难者遗体。
初步调查出的事故原因是苯胺装置T-102塔发生堵塞，因处理不当而发生爆炸。事故造成新苯胺装置、1个硝基苯储罐、2个苯储罐报废，导致苯酚、老苯胺装置、苯酐装置、2,6-二乙苯胺等四套装置停产。
由于担心再次发生爆炸和化工污染，处于工厂下风头的两个居民小区的居民，以及北华大学北校区、吉林化工学院部分学生共数万人，已被警察紧急疏散。
吉林市政府呼吁疏散的居民投亲靠友，并动员全市的宾馆、旅店、商业企业等接纳疏散者。

## 污染
爆炸使约100吨化学物流入经过的松花江，主要污染物为苯和硝基苯。苯为致癌物质，过多接触或吸入会造成白血球过少，甚至会造成白血病。
污染造成松花江江面上有一条长达80公里的污染带正在向下流动，苯含量一度超标108倍。污染带先通过了吉林省的多个市县，包括松原市；之后污染带进入黑龙江省境内，省会哈尔滨市几乎是首当其冲。过了哈尔滨之后，污染带将继续从南向北移动，并且流经佳木斯市等黑龙江省的多个市县，然后在松花江口注入黑龙江。污染带将沿黑龙江向东流动，先经过俄罗斯的犹太自治州，然后进入哈巴罗夫斯克边疆区，并且流经哈巴罗夫斯克（伯力）、共青城、尼古拉耶夫斯克（庙街）等城市，最后注入太平洋。

### 吉林省
11月13日，吉林市关闭了一个水厂。在松花江上游，多个水电站开闸放水。松原市于11月15日开始部分停水，11月23日供水恢复。

### 黑龙江省
哈尔滨市是黑龙江省省会，中国最大的城市之一，其自来水供应主要来自于松花江。
11月21日，哈尔滨市人民政府发布公告，宣布该市因为要对供水管网进行全面检修，自来水供应将于11月22日中午暂停。公告也要求全市所有洗浴、洗车行业立即停止用水。同时，网上出现了许多关于停水原因的谣传，其中有的说哈尔滨将会发生地震（导致一些市民在户外过夜），有的说哈尔滨的供水系统被恐怖分子投毒。消息传出后，哈尔滨市内各超市出现抢购饮用水、饮料、食品的现象，从哈尔滨出发的火车票和机票也全部售完。同时，哈尔滨上游的松花江江畔也出现了死鱼，使恐慌加剧。
该日晚些时候，市政府修改了公告，此次公告将停水和吉林化工厂爆炸联系起来，停水推迟到了11月23日午夜。23日9时至20时，由于污染带尚未抵达，哈尔滨市暂时恢复供水，允许市民充分储存自来水。该日下午，哈市所有学校开始休课一周。同样在11月23日，哈市市民开始从消防车领取水。
污染带于11月24日凌晨抵达哈尔滨。该日硝基苯含量一度超标16.87倍，苯含量也上升但没有超标。11月25日，硝基苯含量再度升高，达到0.5805mg/L，超标33.15倍，然后开始下降，苯含量始终没有超标。11月26日，国务院总理温家宝来到哈市，察看污染情况以及用水供应。
为了应对停水危机，哈市周围各市用卡车给哈市运送了几万吨饮用水，全国也给哈市运送了几千吨活性炭。同时，哈市政府决定将饮用水价格固定在11月20日的水平，以防止商家抬高价位。哈市也计划在已有的918个深水井的基础上，再凿出95个深水井。哈市15家医院随时准备救治中毒病人。黑龙江省省长张左己表示，哈市恢复供应自来水后，“第一口水我先喝”。
11月27日晚，哈尔滨部分地区恢复自来水供应。
除了哈尔滨以外，污染带还将流经佳木斯市等多个县市，但佳木斯市由于主要靠地下水，所以预计不会停水。在哈尔滨下游还有呼兰河、牡丹江等河流注入松花江，有望对污染带进行一定的稀释。

### 哈巴罗夫斯克边疆区
11月底至12月初时，污染带将抵达黑龙江，并将直接影响到俄罗斯的哈巴罗夫斯克市（伯力）。为了应对危机，中俄有关部门已经建立了热线。伯力市现也决定在污染带抵达时停水，当地居民已经开始储存饮用水。如有需要，布列亚河水电站也将放水。俄有关方面紧急空运50吨活性炭到受污染水威胁的城市。
11月26日，时任中国外交部部长李肇星约见了俄罗斯驻华大使，向俄方通报了松花江污染的有关情况并表示歉意。

## 处置
12月1日，中国国家环保总局（现国家环境保护部）副局长王玉庆严责吉林市的官员，在发生污染事件中没有及时上报，将调查下令隐瞒事件者。
12月2日，国家环保总局局长解振华因污染事件提出辞职，获国务院批准。中国国家林业局局长周生贤接替解振华，出任环保总局局长一职。
12月5日，中国石油天然气集团免去吉林石化分公司总经理、党委书记于力的职务。双苯厂厂长申东明、苯胺二车间主任王芳也被免职，接受调查。
12月6日，国务院调查组在北京成立，国家安全生产监督总局（现国家安全生产监督管理总局）局长李毅中任调查组组长。同时，吉林市主管安全及环保工作的副市长王伟被发现死于家中，死因未明。爆炸后，王伟曾赴现场指挥抢险救灾，并向媒体强调该次爆炸并没有造成污染。
12月9日，哈尔滨二十多家饭店和浴池联名起诉吉林石化公司。联名起诉书代表黑龙江人民要求吉林石化负责治理松花江的清污费用，并赔偿各企业、商户在哈尔滨大停水期间造成的损失。
2006年11月，国务院同意给予中石油集团公司副总经理、党组成员、中石油股份公司高级副总裁段文德行政记过处分，给予吉化分公司董事长、总经理、党委书记于力、吉化分公司双苯厂厂长申东明等9名企业责任人员行政撤职、行政降级、行政记大过、撤销党内职务、党内严重警告等党纪政纪处分；同意给予吉林省环保局局长、党组书记王立英行政记大过、党内警告处分，给予吉林市环保局局长吴扬行政警告处分。

## 争议
事件发生后，包括《北京青年报》等的众多中国报章批评有关当局对事件的处理手法。
吉林石化公司起初否认其厂房爆炸导致任何污染物流入松花江，并称爆炸只产生水和二氧化碳。媒体的报道一度集中在哈尔滨的情况，对吉林省内沿岸城县之对策几乎只字未提。对此事，吉林副省长矫正中及中石油副总经理曾玉康到哈尔滨向市民道歉。在爆炸发生一个星期之后，黑龙江省才开始应付危机。而且以检修供水系统为名，在市民只有一天准备之下关闭了全部供水系统。真正停水原因直到第二日方才澄清。